# Bröllopet på Ulvåsa
Ej att förväxlas med Frans Hedbergs pjäs Bröllopet på Ulfåsa som bygger på sägnen

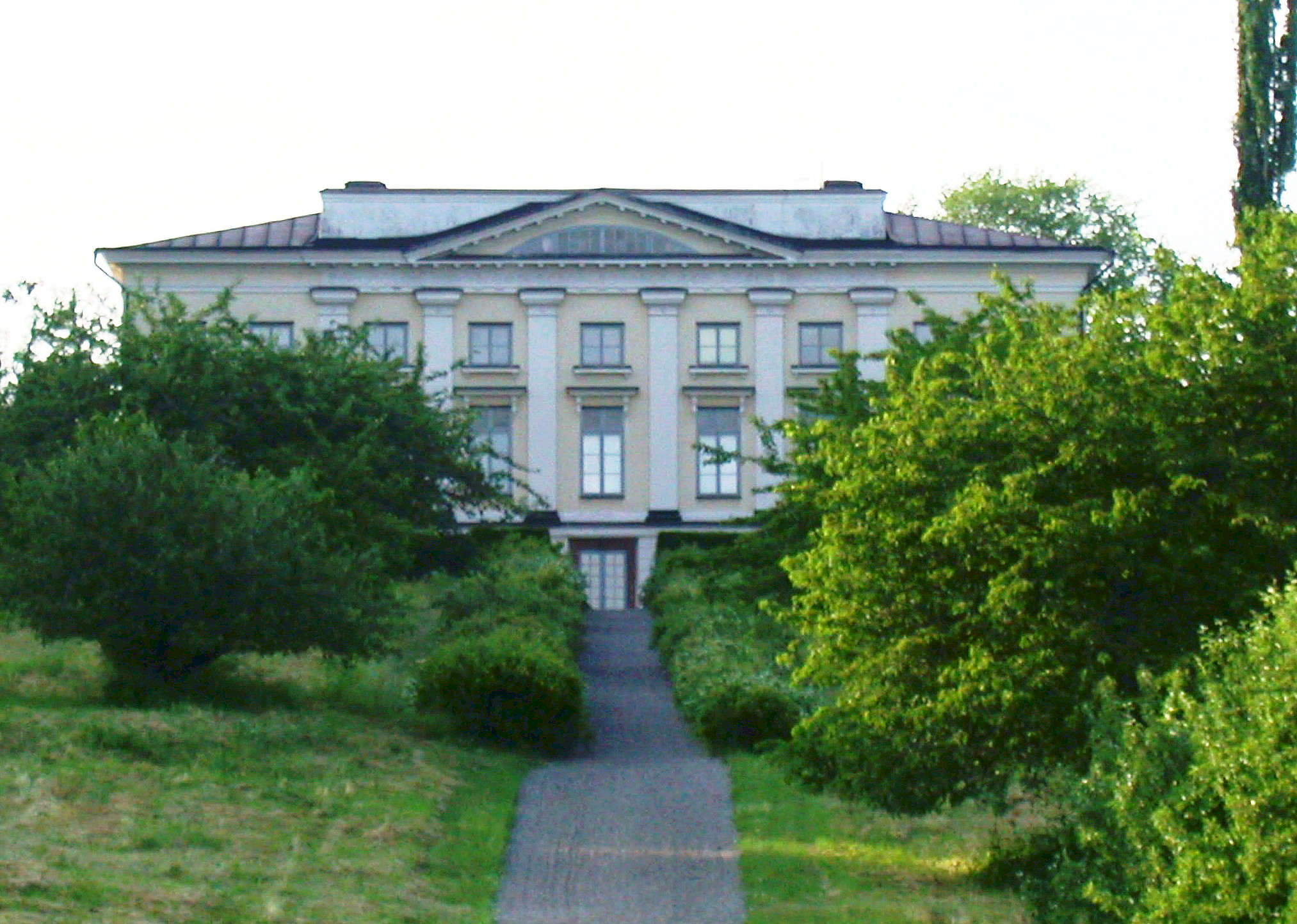
Ulvåsa slott år 2006

Bröllopet på Ulvåsa är en sägentradition, som går tillbaka på en berättelse återgiven av vadstenaabedissan Margareta Clausdotter i hennes krönika om den Heliga Birgittas släkt, författad 1486.
Sägnen handlar om bröllopet mellan Bengt Magnusson och Sigrid.

## Handling
Enligt denna sägnen var Bengt Magnusson kungens bror (vilket inte stämmer med verkligheten, han var avlägset släkt med Birger Jarl, men osäkert hur) och beslutar gifta sig med en lågättade Sigrid den fagra (hans andra hustru hette verkligen Sigrid). Kungen (i Frans Hedbergs pjäs Bröllopet på Ulfåsa baserad på legenden ändrat till Birger Jarl) sänder som gåva en kappa till hälften av vadmal och till hälften guldstickad för att visa det olämpliga i partiet. Bengt Magnusson låter då besätta vadmalen i kappan med guld och pärlor för att därigenom visa sitt svar. Efterhand låter kungen sig bevekas sedan han själv träffat Sigrid.
Bröllopet stod dock i verkligheten först efter Birger jarls död, och av allt att döma var Bengt Magnusson inte ägare till Ulvåsa. Egendomen är belagd i skrift först 1315, långt efter Bengt och Sigrids tid.